# Resolutie 1410 Veiligheidsraad Verenigde Naties
Resolutie 1410 van de Veiligheidsraad van de Verenigde Naties werd unaniem door de Veiligheidsraad van de Verenigde Naties aangenomen op 17 mei 2002. De resolutie richtte de UNMISET-ondersteuningsmissie in Oost-Timor op.

## Achtergrond
Nadat Portugal zijn kolonies losgelaten had, werd Oost-Timor eind 1975 na een korte burgeroorlog onafhankelijk. Korte tijd later viel Indonesië het land binnen en brak een oorlog uit, waarna Oost-Timor werd ingelijfd. In 1999 stemde Indonesië in met een volksraadpleging over meer autonomie of onafhankelijkheid, waarop het merendeel van de bevolking voor de tweede optie koos.

## Inhoud

### Waarnemingen
Zowel de verkiezingen voor een parlement op 30 augustus 2001 als die voor een president op 14 april 2002 in Oost-Timor waren met succes en vreedzaam verlopen. De verkozenen wilden het land, zoals bepaald met de eerdere volksraadpleging, naar de onafhankelijkheid leiden. In de periode na die onafhankelijkheid zou het nieuwe land nog bijstand nodig hebben tot onder meer zijn infrastructuur, bestuur, ordehandhaving en defensie sterk genoeg werden. Secretaris-generaal Kofi Annan beval aan dat het UNTAET-overgangsbestuur zou worden opgevolgd door een nieuwe missie voor een periode van twee jaar.

### Handelingen
Er werd besloten om vanaf 20 mei – wanneer UNTAET's mandaat afliep – voor een initiële periode van twaalf maanden de VN-Missie van Steun in Oost-Timor of UNMISET op te richten. Het mandaat van deze missie was:
a. Cruciale administratieve structuren ondersteunen,
b. Tijdelijk voor de ordehandhaving zorgen en helpen met de oprichting van een nieuwe Oost-Timorese politie,
c. Bijdragen aan de externe en de interne veiligheid van Oost-Timor.
UNMISET kwam onder leiding van de Speciale Vertegenwoordiger van de secretaris-generaal en zou bestaan uit:
a. Een civiel component met:
– Een civiele ondersteuningsgroep tot honderd man om de belangrijkste functies in te vullen,
– Een zwaremisdadeneenheid,
– Een mensenrechteneenheid,
b. Een civiel politiecomponent met 1250 agenten,
c. Een militair component met 5000 troepen en 120 militaire waarnemers.
De missie werd gevraagd volgende programma's die door de secretaris-generaal werden voorgesteld uit te voeren:
a. Stabiliteit, democratie en justitie,
b. Openbare veiligheid en ordehandhaving,
c. Externe veiligheid en grenscontrole.

## Verwante resoluties
- Resolutie 1338 Veiligheidsraad Verenigde Naties (2001)
- Resolutie 1392 Veiligheidsraad Verenigde Naties
- Resolutie 1473 Veiligheidsraad Verenigde Naties (2003)
- Resolutie 1480 Veiligheidsraad Verenigde Naties (2003)

Lijst ·  1387 ·  1388 ·  1389 ·  1390 ·  1391 ·  1392 ·  1393 ·  1394 ·  1395 ·  1396 ·  1397 ·  1398 ·  1399 ·  1400 ·  1401 ·  1402 ·  1403 ·  1404 ·  1405 ·  1406 ·  1407 ·  1408 ·  1409 ·  1410 ·  1411 ·  1412 ·  1413 ·  1414 ·  1415 ·  1416 ·  1417 ·  1418 ·  1419 ·  1420 ·  1421 ·  1422 ·  1423 ·  1424 ·  1425 ·  1426 ·  1427 ·  1428 ·  1429 ·  1430 ·  1431 ·  1432 ·  1433 ·  1434 ·  1435 ·  1436 ·  1437 ·  1438 ·  1439 ·  1440 ·  1441 ·  1442 ·  1443 ·  1444 ·  1445 ·  1446 ·  1447 ·  1448 ·  1449 ·  1450 ·  1451 ·  1452 ·  1453 ·  1454